# Gunn City
Gunn City é uma vila localizada no estado americano de Missouri, no Condado de Cass.

## Demografia
Segundo o censo americano de 2000, a sua população era de 85 habitantes.
Em 2006, foi estimada uma população de 87, um aumento de 2 (2.4%).

## Geografia
De acordo com o United States Census Bureau tem uma área de
0,2 km², dos quais 0,2 km² cobertos por terra e 0,0 km² cobertos por água.

## Localidades na vizinhança
O diagrama seguinte representa as localidades num raio de 12 km ao redor de Gunn City.